# Diskografie Lou Reeda
Toto je diskografie amerického rockového kytaristy Lou Reeda. Neobsahuje alba vydaná spolu se skupinou The Velvet Underground.

## Alba

### Studiová alba
| Rok                | Název a detaily                                                                                   | Umístění | Umístění | Umístění | Certifikát                        |
| Rok                | Název a detaily                                                                                   | US       | UK       | FR       | Certifikát                        |
| ------------------ | ------------------------------------------------------------------------------------------------- | -------- | -------- | -------- | --------------------------------- |
| 1972               | Lou Reed - Vydáno: červen 1972 - Vydavatelství: RCA Records                                       | 189      | —        | —        |                                   |
| 1972               | Transformer - Vydáno: prosinec 1972 - Vydavatelství: RCA Records                                  | 29       | 13       | —        | - FR: Gold                        |
| 1973               | Berlin - Vydáno: červenec 1973 - Vydavatelství: RCA Records                                       | 98       | 7        | —        | - UK: Silver                      |
| 1974               | Sally Can't Dance - Vydáno: únor 1974 - Vydavatelství: RCA Records                                | 10       | —        | —        |                                   |
| 1975               | Metal Machine Music - Vydáno: červenec 1975 - Vydavatelství: RCA Records                          | —        | —        | —        |                                   |
| 1975               | Coney Island Baby - Vydáno: prosinec 1975 (USA) leden 1976 (UK) - Vydavatelství: RCA Records      | 41       | 52       | 12       |                                   |
| 1976               | Rock and Roll Heart - Vydáno: říjen 1976 (USA) listopad 1976 (UK) - Vydavatelství: Arista Records | 64       | —        | —        |                                   |
| 1978               | Street Hassle - Vydáno: únor 1978 - Vydavatelství: Arista Records                                 | 89       | —        | 20       |                                   |
| 1979               | The Bells - Vydáno: duben 1979 - Vydavatelství: Arista Records                                    | 130      | —        | —        |                                   |
| 1980               | Growing Up in Public - Vydáno: 1980 - Vydavatelství: Arista Records                               | 158      | —        | —        |                                   |
| 1982               | The Blue Mask - Vydáno: 1982 - Vydavatelství: RCA Records                                         | 169      | —        | 15       |                                   |
| 1983               | Legendary Hearts - Vydáno: 1983 - Vydavatelství: RCA Records                                      | 159      | —        | —        |                                   |
| 1984               | New Sensations - Vydáno: 1984 - Vydavatelství: RCA Records                                        | 56       | 92       | —        |                                   |
| 1986               | Mistrial - Vydáno: 1986 - Vydavatelství: RCA Records                                              | 47       | 69       | —        |                                   |
| 1989               | New York - Vydáno: 1989 - Vydavatelství: Warner Bros. Records                                     | 40       | 14       | 29       | - USA: Gold - UK: Gold - FR: Gold |
| 1990               | Songs for Drella - s Johnem Calem - Vydáno: duben 1990 - Vydavatelství: Sire Records              | —        | 22       | —        |                                   |
| 1992               | Magic and Loss - Vydáno: 1992 - Vydavatelství: Warner Bros. Records                               | 80       | 6        | 48       |                                   |
| 1996               | Set the Twilight Reeling - Vydáno: 1996 - Vydavatelství: Warner Bros. Records                     | 110      | 26       | 17       |                                   |
| 2000               | Ecstasy - Vydáno: 2000 - Vydavatelství: Warner Bros. Records                                      | 183      | 54       | 48       |                                   |
| 2003               | The Raven - Vydáno: 2003 - Vydavatelství: Warner Bros. Records                                    | —        | 122      | 60       |                                   |
| 2007               | Hudson River Wind Meditations - Vydáno: 2007 - Vydavatelství: Warner Bros. Records                | —        | —        | —        |                                   |
| 2011               | Lulu - s Metallicou - Vydáno: 31. října 2011 - Vydavatelství:                                     | —        | —        | —        |                                   |
| „—“ neumístily se. |                                                                                                   |          |          |          |                                   |

### Koncertní alba
| Rok                | Název a detaily                                                                                                 | Umístění | Umístění | Umístění | Certifikáty            |
| Rok                | Název a detaily                                                                                                 | US       | UK       | FR       | Certifikáty            |
| ------------------ | --- | -------- | -------- | -------- | ---------------------- |
| 1974               | Rock 'n' Roll Animal - Vydáno: únor 1974 - Vydavatelství: RCA Records                                           | 45       | 26       | —        | - USA: Gold - FR: Gold |
| 1975               | Lou Reed Live - Vydáno: březen 1975 - Vydavatelství: RCA Records                                                | 62       | —        | 17       |                        |
| 1978               | Live: Take No Prisoners - Vydáno: listopad 1978 - Vydavatelství: Arista Records                                 | —        | —        | —        |                        |
| 1984               | Live in Italy - Vydáno: leden 1984 - Vydavatelství: RCA Records                                                 | —        | —        | 30       |                        |
| 1996               | Live in Concert - Vydáno: 1996 - Vydavatelství: RCA Records                                                     | —        | —        | —        |                        |
| 1998               | Perfect Night: Live in London - Vydáno: duben 1998 - Vydavatelství: Sire Records                                | —        | 102      | 56       |                        |
| 2001               | American Poet - Vydáno: červen 2001 - Vydavatelství: Pilot Records                                              | —        | —        | —        |                        |
| 2004               | Animal Serenade - Vydáno: březen 2004 - Vydavatelství: RCA Records                                              | —        | —        | 157      |                        |
| 2004               | Le Bataclan '72 - s Johnem Calem a Nico - Vydáno: říjen 2004 - Vydavatelství: Dynamic                           | —        | —        | —        |                        |
| 2008               | The Stone: Issue Three - s Johnem Zornem a Laurie Anderson - Vydáno: duben 2008 - Vydavatelství: Tzadik Records | —        | —        | —        |                        |
| 2008               | Berlin: Live at St. Ann's Warehouse - Vydáno: listopad 2008 - Vydavatelství: Matador Records                    | —        | —        | 144      |                        |
| 2008               | The Creation of the Universe - Vydáno: prosinec 2008 - Vydavatelství: Best Seat in the House Productions        | —        | —        | —        |                        |
| „—“ neumístily se. | |          |          |          |                        |

### Kompilační alba
| Rok                | Název a detaily                                                                                | Umístění | Umístění | Umístění | Certifikáty  |
| Rok                | Název a detaily                                                                                | US       | UK       | FR       | Certifikáty  |
| ------------------ | ---------------------------------------------------------------------------------------------- | -------- | -------- | -------- | ------------ |
| 1975               | Walk on the Wild Side & Other Hits - Vydáno : říjen 1975, 1992 - Vydavatelství: RCA Records    | —        | —        | —        |              |
| 1977               | Walk on the Wild Side: The Best of Lou Reed - Vydáno: 1977 - Vydavatelství: RCA Records        | 156      | 144      | —        |              |
| 1978               | New York Superstar - Vydáno: 1978 - Vydavatelství: RCA Records                                 | —        | —        | —        |              |
| 1980               | Rock and Roll Diary: 1967–1980 - Vydáno: 1980 - Vydavatelství: Arista Records                  | 178      | —        | —        |              |
| 1985               | City Lights - Vydáno: 1985 - Vydavatelství: Arista Records                                     | —        | —        | —        |              |
| 1989               | Retro - Vydáno: 1989, 1998 - Vydavatelství: Sony Records                                       | —        | 29       | —        | - UK: Silver |
| 1995               | The Best of Lou Reed & The Velvet Underground - Vydáno: 1995 - Vydavatelství: Global TV        | —        | 56       | —        |              |
| 1996               | Different Times: Lou Reed in the '70s - Vydáno: květen 1996 - Vydavatelství: RCA Records       | —        | —        | —        |              |
| 1997               | Perfect Day - Vydáno: říjen 1997 - Vydavatelství: Sony Records                                 | —        | —        | —        |              |
| 1998               | Perfect Day - Vydavatelství: červen 1998 - Vydavatelství: Sony Records                         | —        | —        | —        |              |
| 1999               | The Definitive Collection - Vydáno: srpen 1999 - Vydavatelství: Arista Records                 | —        | —        | —        |              |
| 2000               | The Very Best of Lou Reed - Vydáno: květen 2000 - Vydavatelství: Sony Records                  | —        | 94       | —        |              |
| 2002               | Legendary Lou Reed - Vydáno: červenec 2002 - Vydavatelství: BMG Records                        | —        | —        | —        |              |
| 2003               | NYC Man (The Ultimate Collection 1967–2003) - Vydáno: červen 2003 - Vydavatelství: RCA Records | —        | 31       | 16       |              |
| 2004               | NYC Man: Greatest Hits - Vydáno: srpen 2004 - Vydavatelství: BMG Records                       | —        | 43       | —        |              |
| 2011               | The Essential Lou Reed - Vydáno: 13. září 2011 - Vydavatelství: RCA Records                    | —        | —        | —        |              |
| „—“ neumístily se. |                                                                                                |          |          |          |              |

### Box sety
- 1992: Between Thought and Expression: The Lou Reed Anthology

## Singly
| Rok                             | Název                                                   | Pozice | Pozice | Album                                      |
| Rok                             | Název                                                   | US     | UK     | Album                                      |
| ------------------------------- | ------------------------------------------------------- | ------ | ------ | ------------------------------------------ |
| 1972                            | „I Can't Stand It“/„Going Down“                         | —      | —      | Lou Reed                                   |
| 1972                            | „Walk and Talk It“/„Wild Child“                         | —      | —      | Lou Reed                                   |
| 1972                            | „Walk on the Wild Side“/„Perfect Day“                   | 16     | 10     | Transformer                                |
| 1973                            | „Satellite of Love“/„Vicious“                           | 119    | —      | Transformer                                |
| 1973                            | „Vicious“/„Goodnight Ladies“                            | —      | —      | Transformer                                |
| 1973                            | „How Do You Think It Feels“/„Lady Day“                  | —      | —      | Berlin                                     |
| 1974                            | "Caroline Says"                                         | —      | —      | Berlin                                     |
| 1974                            | „Sweet Jane“/„Lady Day“                                 | —      | —      | Rock 'n' Roll Animal                       |
| 1974                            | „Sally Can't Dance“/„Vicious“                           | 103    | —      | Sally Can't Dance                          |
| 1976                            | „Charley's Girl“/„Nowhere at All“                       | —      | —      | Coney Island Baby                          |
| 1976                            | „Crazy Feeling“/„Nowhere at All“                        | —      | —      | Coney Island Baby                          |
| 1976                            | „I Believe in Love“/„Senselessly Cruel“                 | —      | —      | Rock and Roll Heart                        |
| 1977                            | „Chooser and the Chosen One“/„Banging on My Drum“       | —      | —      | Rock and Roll Heart                        |
| 1977                            | „Rock and Roll Heart“/„Senselessly Cruel“               | —      | —      | Rock and Roll Heart                        |
| 1978                            | „Street Hassle“                                         | —      | —      | Street Hassle                              |
| 1979                            | „Disco Mystic“                                          | —      | —      | The Bells                                  |
| 1979                            | „City Lights“/„I Want to Boogie with You“               | —      | —      | The Bells                                  |
| 1980                            | „The Power of Positive Drinking“/„Growing Up in Public“ | —      | —      | Growing Up in Public                       |
| 1982                            | „The Blue Mask“/„Walk on the Wild Side“                 | —      | —      | The Blue Mask                              |
| 1982                            | „Women“/„The Heroine“                                   | —      | —      | The Blue Mask                              |
| 1983                            | „Don't Talk to Me About Work“/„Legendary Hearts“        | —      | —      | Legendary Hearts                           |
| 1983                            | „Martial Law“/„Don't Talk to Me About Work“             | —      | —      | Legendary Hearts                           |
| 1984                            | „High in the City“/„I Love You, Suzanne“                | —      | —      | New Sensations                             |
| 1984                            | „My Red Joystick“/„I Love You, Suzanne“                 | —      | —      | New Sensations                             |
| 1984                            | „I Love You, Suzanne“/„My Friend George“                | —      | 78     | New Sensations                             |
| 1985                            | „My Love Is Chemical“                                   | —      | —      | White Nights                               |
| 1985                            | „September Song“                                        | —      | —      | Lost in the Stars: The Music of Kurt Weill |
| 1986                            | „The Original Wrapper“                                  | —      | —      | Mistrial                                   |
| 1986                            | „No Money Down“/„Don't Hurt a Woman“                    | —      | —      | Mistrial                                   |
| 1989                            | „Busload of Faith“                                      | —      | —      | New York                                   |
| 1989                            | „Romeo Had Juliette“/„The Room“                         | —      | —      | New York                                   |
| 1989                            | „Dirty Blvd.“                                           | —      | —      | New York                                   |
| 1992                            | „Sword of Damocles“                                     | —      | —      | Magic and Loss                             |
| 1992                            | „What's Good“                                           | —      | —      | Magic and Loss                             |
| 1996                            | „Adventurer“                                            | —      | —      | Set the Twilight Reeling                   |
| 1996                            | „NYC Man“                                               | —      | —      | Set the Twilight Reeling                   |
| 1996                            | „Hooky Wooky“                                           | —      | —      | Set the Twilight Reeling                   |
| 1997                            | „Perfect Day '97“                                       | —      | —      | Perfect Day                                |
| 2000                            | „Future Farmers of America“                             | —      | —      | Ecstasy                                    |
| 2000                            | „Modern Dance“                                          | —      | —      | Ecstasy                                    |
| 2000                            | „Paranoia Key of E“                                     | —      | —      | Ecstasy                                    |
| 2002                            | „Who Am I? (Tripitena's Song)“                          | —      | —      | The Raven                                  |
| 2004                            | „Satellite of Love '04“                                 | —      | 10     | NYC Man: Greatest Hits                     |
| 2007                            | „Music Inspired by the Film Nanking“                    | —      | —      | Nanking                                    |
| 2011                            | „The View“                                              | —      | —      | Lulu                                       |
| „—“ singly, které se neumístily |                                                         |        |        |                                            |